# الجامعة الفيدرالية في ريو غراندي
الجامعة الفيدرالية في ريو غراندي (بالبرتغالية: Universidade Federal do Rio Grande‏) (واختصارها: FURG)؛ جامعة برازيلية عامة تمولها الحكومة الفيدرالية البرازيلية، وتقع في مدينة ريو غراندي دو سول، البرازيل. تأسست رسميًا في 21 أكتوبر 1969، وتضم 18 قسمًا تقدم و31 دورة جامعية مختلفة، إضافة إلى عدد من برامج الدراسات العليا.

## روابط خارجية
- الموقع الرسمي (بالبرتغالية)